# 仏説療痔病経

仏説療痔病経

仏説療痔病経（梵語：Arśapraśamanasūtra、チベット語：Gshan ḥbrum rab-tu shi-bar-byed-paḥi mdo）とは、唐の時代の高僧である三蔵法師義浄により翻訳されたお経と真言（陀羅尼、呪ともいう）である。簡単に療痔病経（りょうじびょうきょう）ということが多い。真言だけをとって治癌呪ともいう。大正蔵密教部21、大蔵経第0734部などに記されている。
教典によると、関連する儀式どおりに心から誠意をもってこの経と真言を唱えれば、器官の各炎症、苦痛、腫瘤、ガン（古代において痔とはガンのこと）などの悪性疾患を治せるという。その期間には酒と肉、邪淫、妄語、五辛を断ち、布施と放生をすれば効果が更に良くなるとされる。
療痔病経の記されたお経は全部で500字にもならず、主に痔及び療病の陀羅尼、真言について語っている。心を込めてこの経を唱え、他人にも広めれば、痔病は除かれるとある。
当時、釈迦牟尼仏のいた王舎城（インドでは：Rājgir）の竹林精舎では、従者の多くの比丘が痔病に苦しんでいた。この時、阿難が比丘たちの苦しむのを見かねて、釈迦牟尼仏に痔病の治療方法を懇願した。釈迦牟尼仏は因縁から説法を行い、同時に痔病を取り除く陀羅尼、真言を伝えたという。

## 儀式
1. 毎日お経本文を1回もしくは3回、真言を21回もしくは108回唱える。ガン（古代には痔とはガンのこと）など病苦災難を取り除ける。もし布施と放生を行い、精進料理を食べるようにすると更に良い。

1. 体にどこか痛い場所があれば、一杯の浄水を仏に供し、そして1回の経、108回の陀羅尼を唱える。そしてその水を二杯に分け、一杯は飲み、一杯は痛いところに塗る。

1. 注意：供した浄水は直接使用してはいけない。供した後は自身のコップに入れかえてから使用すること[2]。

## 参考
- 仏説療痔病経
- 仏説療痔病経 | 霊感がなくてもご神仏と繋がれる！
- アニメ動畫：佛說療痔病經
- 『療痔病咒』治癌咒【海濤法師】念誦108遍